# Anablysis arboricola
Anablysis arboricola är en insektsart som först beskrevs av Marius Descamps 1978.  Anablysis arboricola ingår i släktet Anablysis och familjen gräshoppor. Inga underarter finns listade i Catalogue of Life.